# ピースキーパー (ミサイル)

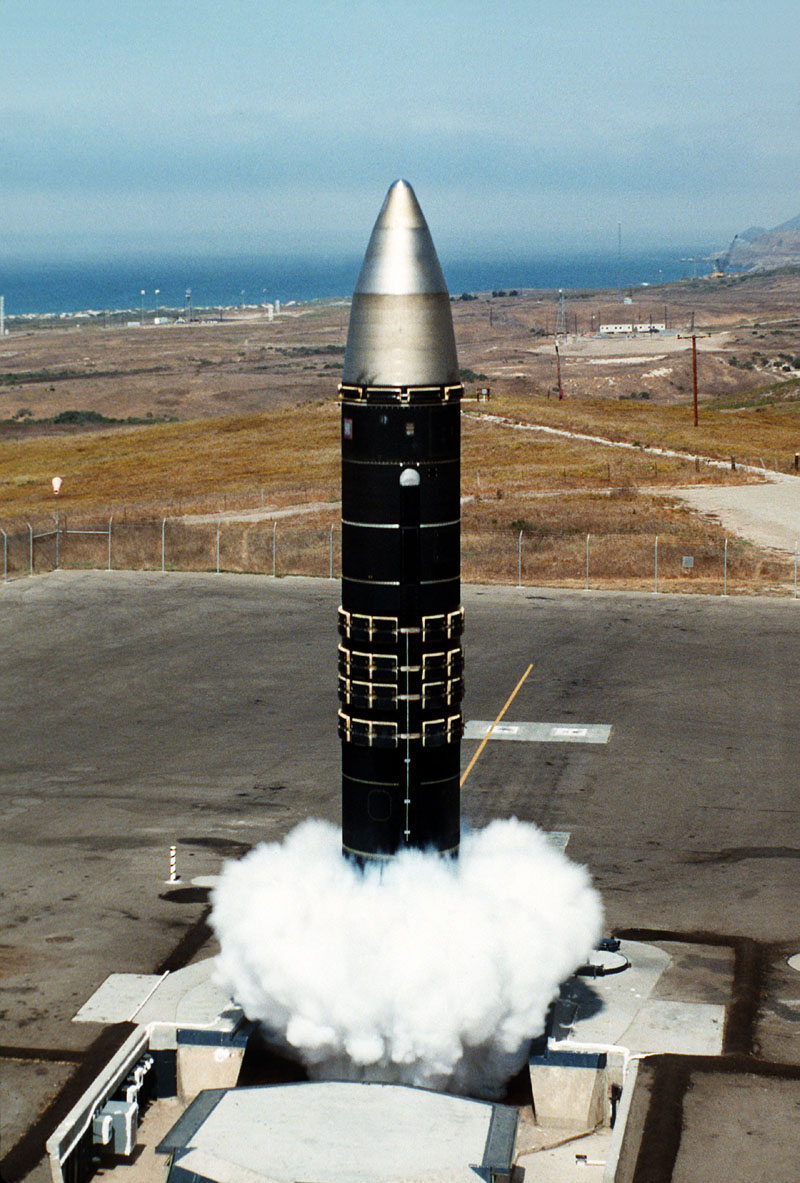
サイロから発射されたピースキーパーICBM。アメリカで最初にコールドローンチ方式を採用したピースキーパーICBMの発射にあたっては、最初に高圧ガスによってサイロからミサイルが打ち出され、一定の高度に到達した時点でミサイルの推進エンジンに点火されてミサイルが上昇を開始する。従来のホットローンチ方式ではサイロ内でミサイルのロケットエンジンに点火されるためサイロ内部が高温のロケットエンジンの排気に晒されて破壊されてしまうが、コールドローンチ方式であればサイロはミサイル発射後も機能に問題を生じることが無く再利用が可能とされていた。ミサイル本体中央部に見える黒い四角形の物はサイロから打ち出すときにミサイルを守る防護タイル。なお地上にミサイルが出て第1段ブースターが点火すると防護タイルは飛翔時の抵抗にならないよう剥がれ落ちる

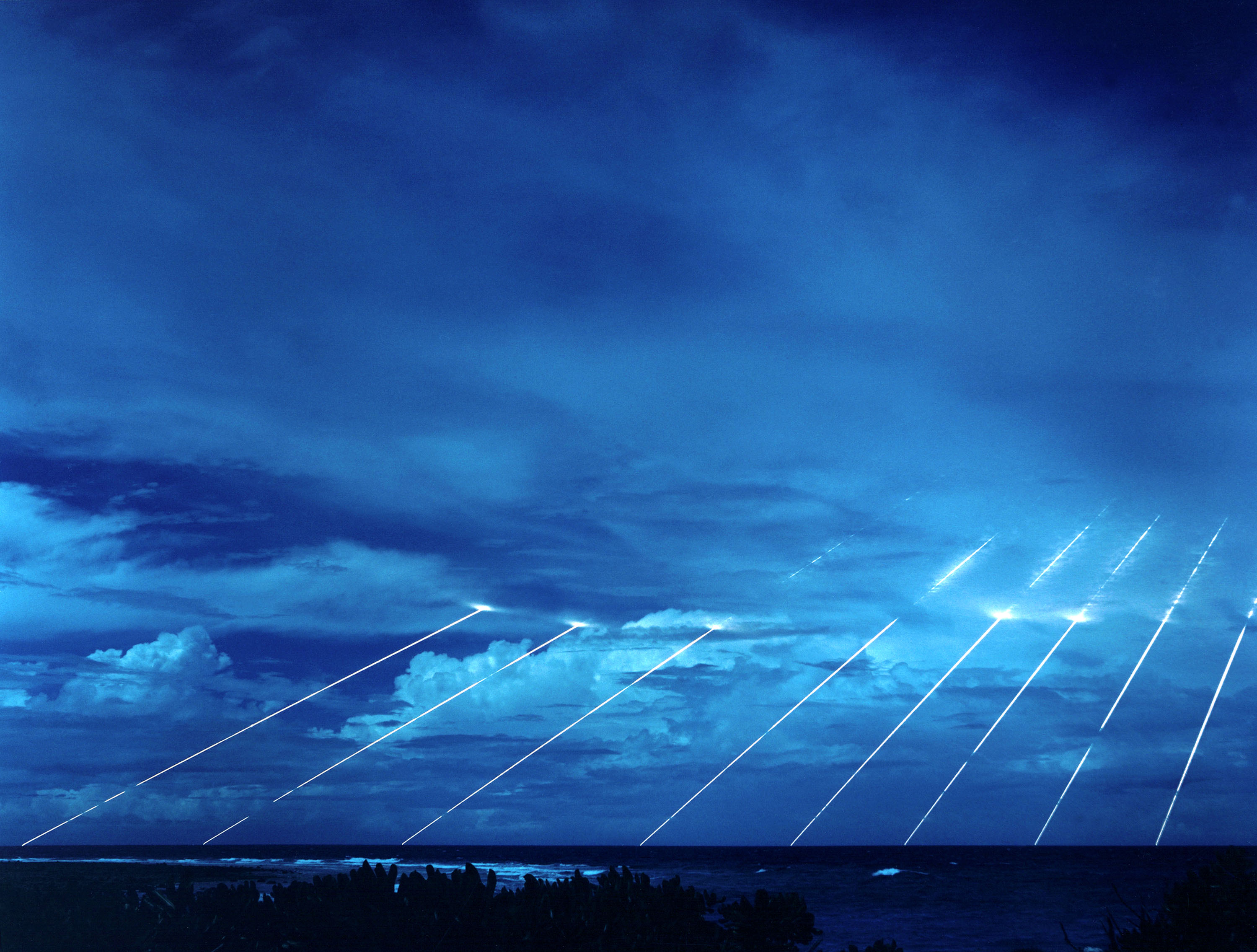
米国のICBMLGM-118A ピースキーパーの発射実験によりクェゼリン環礁に落下する再突入体

LGM-118A ピースキーパー(Peacekeeper)は、アメリカ空軍がかつて運用していた大陸間弾道ミサイル。
マーティン・マリエッタ社が主契約者となり生産された。STARTⅡやモスクワ条約の締結により2002年に退役が決定、2005年9月15日に退役・廃棄が完了している。なお、退役したピースキーパーは、使い捨て型ロケット「ミノタウロスⅣ」として人工衛星打ち上げに使用されている。

## 概要
ミニットマンの後継として、1966年よりBGM-75 AICBMが検討されていたが、これは1967年にキャンセルされた。あらためて1972年より、後継ミサイルの開発が開始されている。開発時には、実験的ミサイル(Missile-eXperimental)の略称としてMXと呼ばれていた。生残性を高めるために競馬場方式(Racetrack)とよばれた地下坑道を常に移動する配備方式や空中投下・発射方式なども検討されたが、費用対効果の面から1976年に従来型のサイロ発射式と決まり、1982年にピースキーパー(平和維持者)と命名されている。1983年6月17日にミサイル発射、弾頭投下の実験に成功、1986年に配備が開始され、1988年に全50基の配備が完了した。
全ミサイルの配備場所はワイオミング州のフランシス E.ワーレン空軍基地に展開した第90戦略ミサイル航空団(90SMW)であった。なお、1986年からは再び、移動配備として鉄道移動方式も検討され、1992年までの実用化を目指していた。しかし、冷戦終結に伴い1991年にキャンセルされ、結局実用化されなかった。
MIRV方式のミサイルであり、核出力300 ktのW87核弾頭を格納しているMk.21再突入体を10個搭載した。なお、ミサイルの能力的には11個の弾頭運搬能力があったが、第二次戦略兵器制限交渉による制限によりICBMには10個までしか弾頭を搭載できないために、弾頭10個での運用となった。
ピースキーパーミサイルは固体ロケットのロケットエンジン三段と液体燃料エンジンによるバス、またはPost Boost Vehicle(PBV)と呼ばれる最終段一段の計4段からなっており、固体ロケットによって宇宙空間まで打ち上げられ、液体ロケットによるバスによって各弾頭をそれぞれの目標位置まで運ぶようになっている。ミサイルサイロからの発射はコールドローンチ方式で、圧縮空気によってサイロからミサイルを排出したあとに上空でロケットエンジンに点火されることとなっていた。この方式の採用により、ミサイル発射後のサイロの再利用が可能となった。
第二次戦略兵器削減条約（STARTⅡ）はMIRV方式のICBMを全廃することを目指していたために、ピースキーパーは削減対象と考えられた。STARTⅡは完全履行されなかったものの、モスクワ条約に則り、過大な核戦力とされ、2005年までに退役した。
退役したミサイルは、オービタル・サイエンシズ社が取得し、使い捨て型ロケットのミノタウロスIVとして人工衛星打ち上げ用に転用されている。また、再突入体/弾頭部はミニットマンICBMの近代化部品として再利用されている。

## 主要諸元
- 全長： 21.6 m
- 直径： 2.34 m
- 発射重量： 88,450 kg
- 機関：

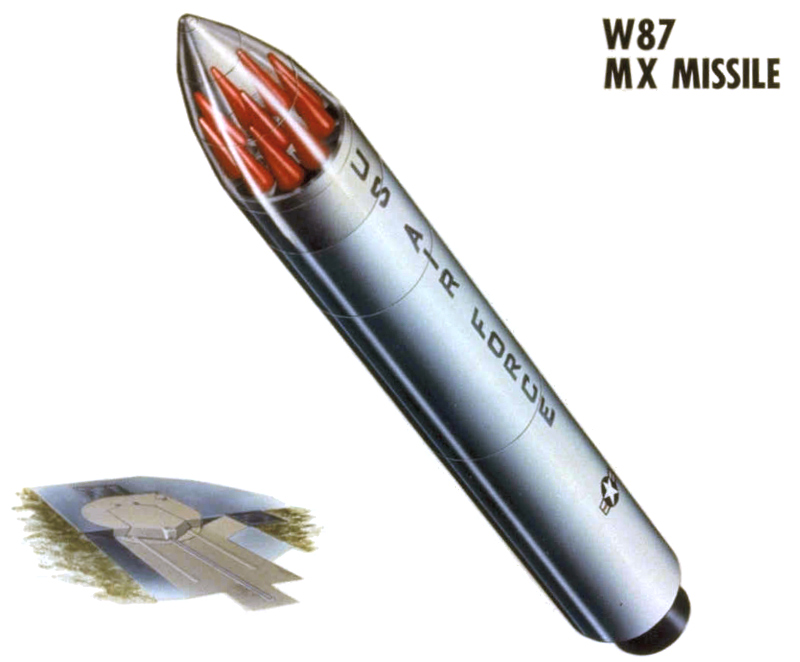
W87核弾頭を搭載するMk.21再突入体の搭載要領を示したピースキーパーの透視図。ミサイル先端のフェアリングが透視されて中の再突入体の搭載状況が示されている。

  - 第1段： チオコール SR118 固体燃料ロケット・モーター 推力：2.2 MN (500,000 lbf)
  - 第2段： エアロジェット・ジェネラル SR119 固体燃料ロケット・モーター
  - 第3段： ハーキュリーズ SR120 固体燃料ロケット・モーター
  - 第4段： ロケットダイン 再始動可能液体燃料ロケット・モーター、貯蔵可能自然点火性燃料（ヒドラジンおよび四酸化窒素）
- 射程： 9,600 km
- 半数必中界 (CEP) ： 100 m以下

## 登場作品
『FUTURE WAR 198X年』
「MX戦略核ミサイル」という名称で登場。ギブスン大統領による報復核攻撃命令の元、鉄道車両型の輸送起立発射機から発射される。
『デジモンアドベンチャー ぼくらのウォーゲーム!』
ディアボロモン(劇中では新種デジモン)の策略により東京に向けて発射される。主人公達の活躍により最後は川に落下した。